# Грицак Олександр Теодорович
Олександр Теодорович Грица́к (нар. 2 грудня 1933, Львів — пом. 2 березня 2001, Львів) — український хоровий диригент і педагог, заслужений діяч мистецтв УРСР з 1989 року.

## Біографія
Народився 2 грудня 1933 року у місті Львові (тепер Україна). 1962 року закінчив Львівську консерваторію (клас Фанелії Долгової). У 1963—1970 роках працював головним хормейстером Львівського театру опери та балету імені Івана Франка. З 1970 року викладач Львівської консерваторії, у 1974 та 1977–2001 роках завідував кафедрою оперної підготовки; професор з 1993 року. Серед його учнів — Зоряна Кушплер, Андрій Шкурган та інші.
Помер у Львові 2 березня 2001 року.

## Творчість
Здійснив постановку вистав:
- «Ноктюрн» Миколи Лисенка (1979);
- «Сотник» Михайла Вериківського (1980);
- «Мусусі» Отара Тактакішвілі (1982);
- «Купало» Анатоля Вахнянина (1990);
- «Роксоляна» Дениса Січинського (1994);
- «Шукачі перлів» Жоржа Бізе (1994);
- «Таємний шлюб» Доменіко Чімарози (1995);
- «Любовний напій» Гаетано Доніцетті (1996);
- «Севільський цирульник» Джоаккіно Россіні (1997);
- «Євгеній Онєгін» Петра Чайковського (1998);
- «Вечорниці» Петра Ніщинського (1999);
- «Викрадення із сералю» і «Дон Жуан» Вольфганга Амадея Моцарта.

Автор праць:
- Методичні рекомендації по вихованню співака-актора в оперному класі консерваторії. Київ, 1980;
- Культура мови в хоровому співі. Львів, 1980;
- Вокальна робота в хоровому колективі. Львів, 1981;
- Робота студента-вокаліста над інтонаційною виразністю оперних речетативів. Львів, 1986.